# Cheilanthes erythraea
Cheilanthes erythraea är en kantbräkenväxtart som beskrevs av Pichi-serm. Cheilanthes erythraea ingår i släktet Cheilanthes och familjen Pteridaceae. Inga underarter finns listade.